# 佛恩·勞
韋諾恩·桑德斯·勞（英語：Vernon Sanders Law，1930年3月12日—），為前美國職棒大聯盟的投手，生涯皆效力於匹茲堡海盜。勞的身高188公分，體重88公斤，是一名右投右打的選手。

## 職業生涯
1948年，勞加盟海盜隊，並在小聯盟待了兩年。1950年，勞成功登上大聯盟。之後他在美軍服役四年，1955年，他重回球隊進入先發輪值。1959年8月，他以4勝與1.94的防禦率拿下國聯單月最佳球員。
1960年，勞拿下20勝9敗，防禦率3.08。這年他兩次明星賽都順利入選，最終還獲得賽揚獎。他在世界大賽上拿下2勝，海盜最終也成功擊敗洋基奪冠。不過其實勞在海盜確定晉級世界大賽時就因為慶祝太開心而扭到腳踝，迫使他日後必須改變投球姿勢來減緩疼痛感。這也導致他在世界大賽結束後肌肉過度操勞外加肩膀受傷，而這些傷勢也困擾他許多年。

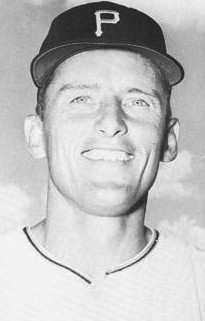
1965年的勞

1965年，勞拿下17勝9敗，成功奪得東山再起獎。他在6月份投出6勝1敗，防禦率0.87的成績，成功拿下國聯單月最佳球員。這年他還獲得盧·賈里格紀念獎，最後他在1967年退休。而勞的生涯打擊率為2成16，並敲出11轟與90分打點。他在1960年世界大賽共6個打數敲出2支安打，生涯守備率更是高達9成72。

## 教練生涯
退休後，勞在海盜隊擔任兩年的投手教練。之後他到楊百翰大學棒球隊擔任助教，其中傑克·莫里斯就是他的指導學生之一。1978年12月，日職的西武獅邀請勞擔任球隊的投手教練。1981年，勞回到美國，並在小聯盟球隊擔任教練。原本勞打算繼續擔任總教練，不過球隊因為戰績長期低迷不振，導致勞在7月3日被解雇。

## 生涯投球成績
| 勝投 | 敗投 | 防禦率 | 出賽場次 | 先發 | 完投 | 完封 | 投球局數 | 安打 | 失分 | 自責分 | 全壘打 | 保送 | 三振 | 暴投 | 觸身球 |
| ---- | ---- | ------ | -------- | ---- | ---- | ---- | -------- | ---- | ---- | ------ | ------ | ---- | ---- | ---- | ------ |
| 162  | 147  | 3.77   | 483      | 364  | 119  | 28   | 2672.0   | 2833 | 1274 | 1118   | 268    | 597  | 1092 | 39   | 40     |

## 個人生活
勞在12歲時就受洗成為基督徒，他的兒子凡斯也是一名大聯盟球員。

## 外部連結
- 球員資訊和成績在MLB ，ESPN ，Retrosheet ，Baseball Reference ，Baseball Reference (Minors) ，Fangraphs ，The Baseball Cube （英文）

| 前任： 唐·德萊斯戴爾 喬·托瑞 | 國聯單月最佳球員 1959年8月 (和威利·麥考維) 1965年6月 (和威利·史塔格爾) | 繼任： 艾迪·馬修斯 彼得·羅斯 |